# Penissagen fra Tinglev
Penissagen fra Tinglev handler om, at en 44-årig mand  overfaldet i sin baghave af tre mænd og en kvinde 1. maj 2017 kl. 19.00. Manden blev bl.a. slået med en skovl og hans penis samt forhud blev skamferet med en kniv. Overfaldet blev udført af offerets nye kærestes eksmand, hendes bror, eksmandens datter og eksmandens svigersøn. Faren blev dømt til tre års fængsel, resten blev dømt til to års fængsel. De beskyldte blev udvist af Danmark for bestandig. Anklager Britt Ankersø forlangte flereårig fængselsstraf og udvisning af tre af de fire beskyldte. Den fjerde er tysk statsborger og bor i Flensborg. Dommen som Retten i Sønderborg fældede 9. januar fik opmærksomhed fra bl.a. Jørn Vestergaard, professor i strafferet ved Københavns Universitet. Grunden hertil er, at domstolen henviser direkte til analyser fra Institut for Menneskerettigheder. Dermed reagerer Retten på den kritik der har været, at domstole tidligere undlod at udvise kriminelle udlændinge af hensyn til menneskerettighederne, selvom de kunne have udvist dem. De dømte har valgt at anke deres domme til Vestre Landsret.